# فارملاند
فيرملاند (بالسويدية: Värmland) وهي محافظة سويدية تقع في وسط غرب السويد، تحيط بهذه المحافظة فاسترغوتلاند ودالسلاند ودالارنا وفاستمانلاند وناركة ومن الغرب لها حدود مع دولة النرويج، كان اسمها باللغة اللاتينية فيرميلانديا، في السابق كانت هذه المحافظة تقع في منطقة غوتالاند، أما الآن فهي تابعة لمنطقة سفيالاند، يبلغ عدد سكان هذه المحافظة 311652 نسمة وكثافتها السكانية هي 17 نسمة في الكيلومتر المربع الواحد.

## معرض صور

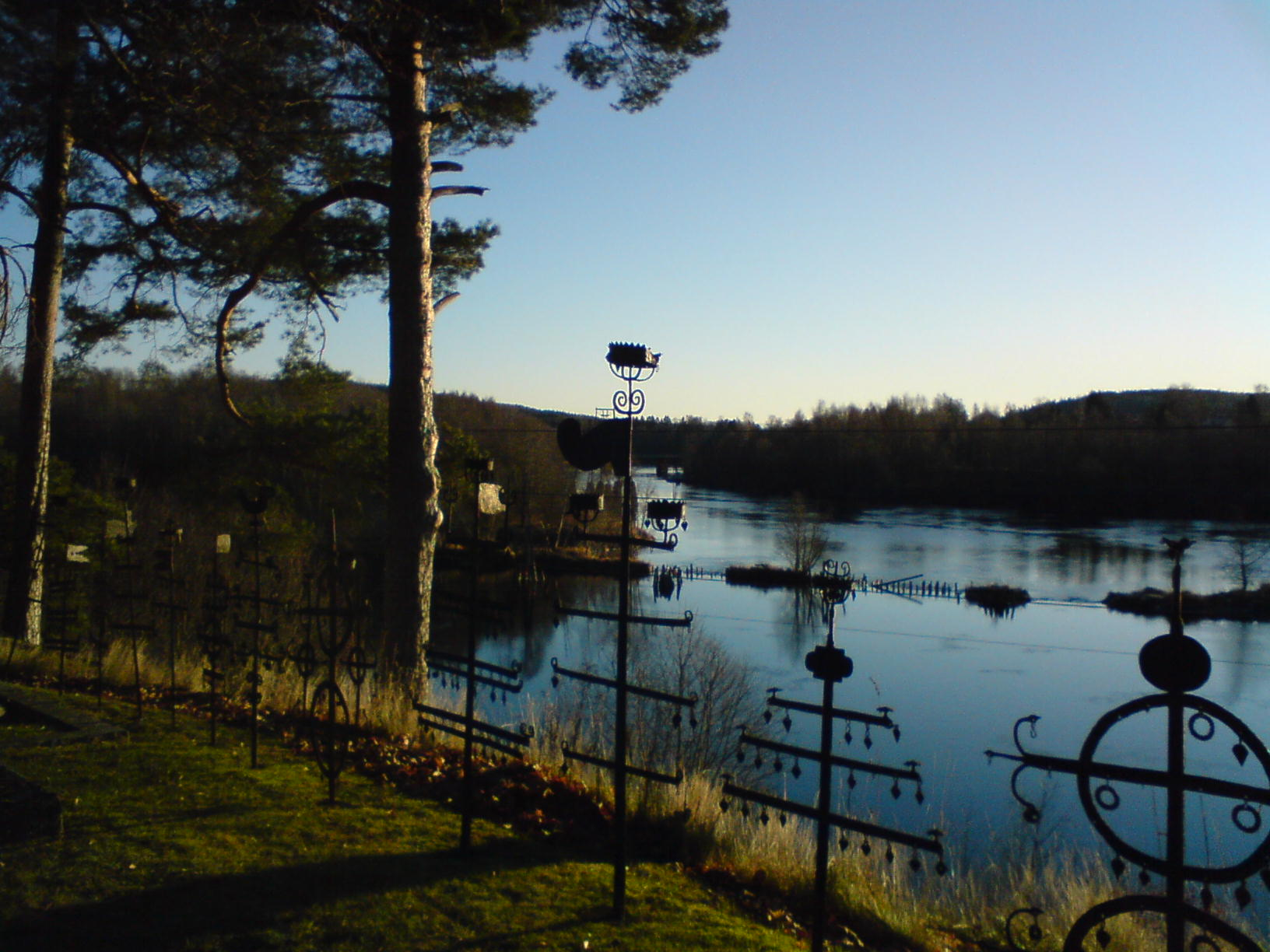
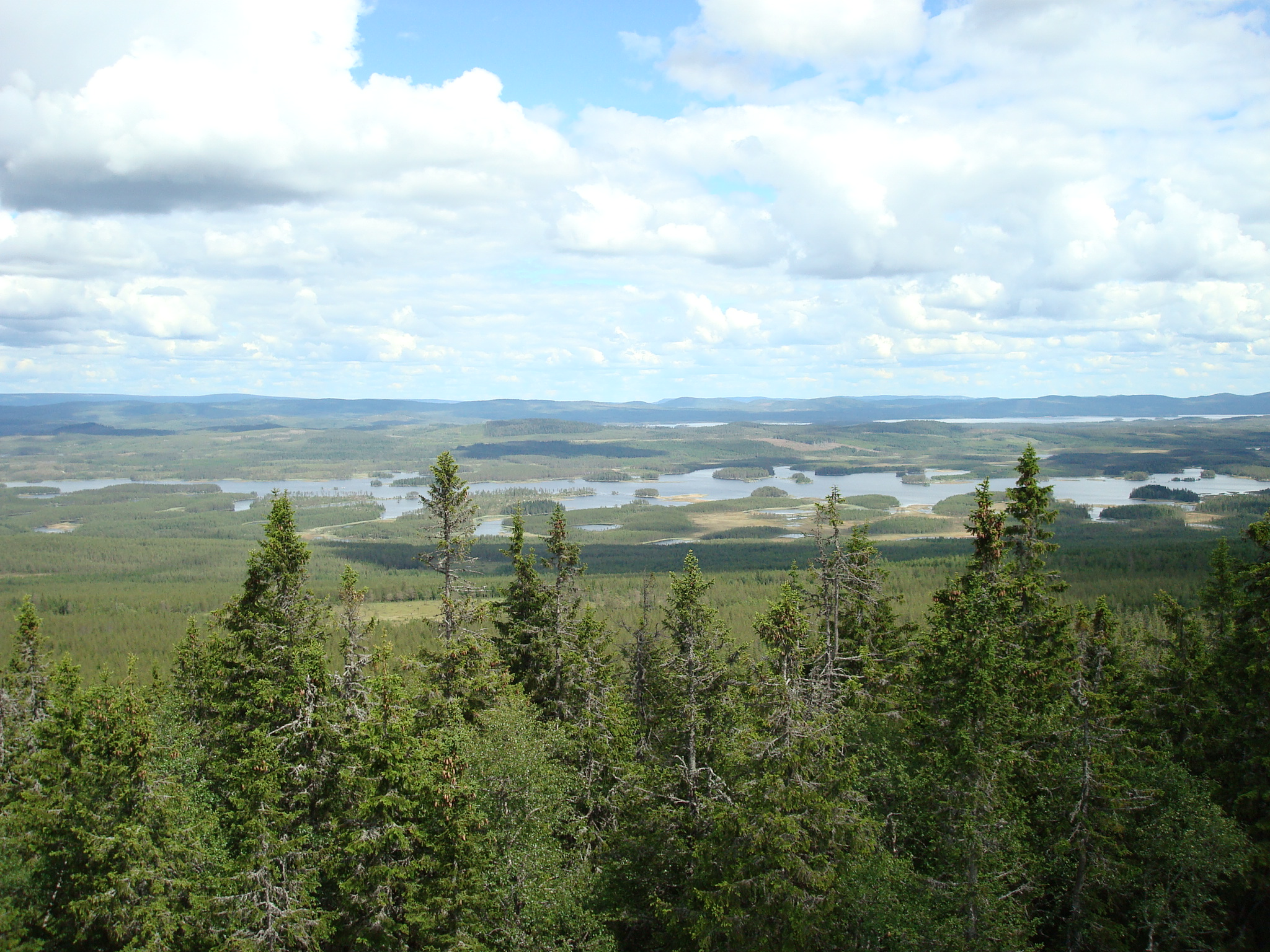
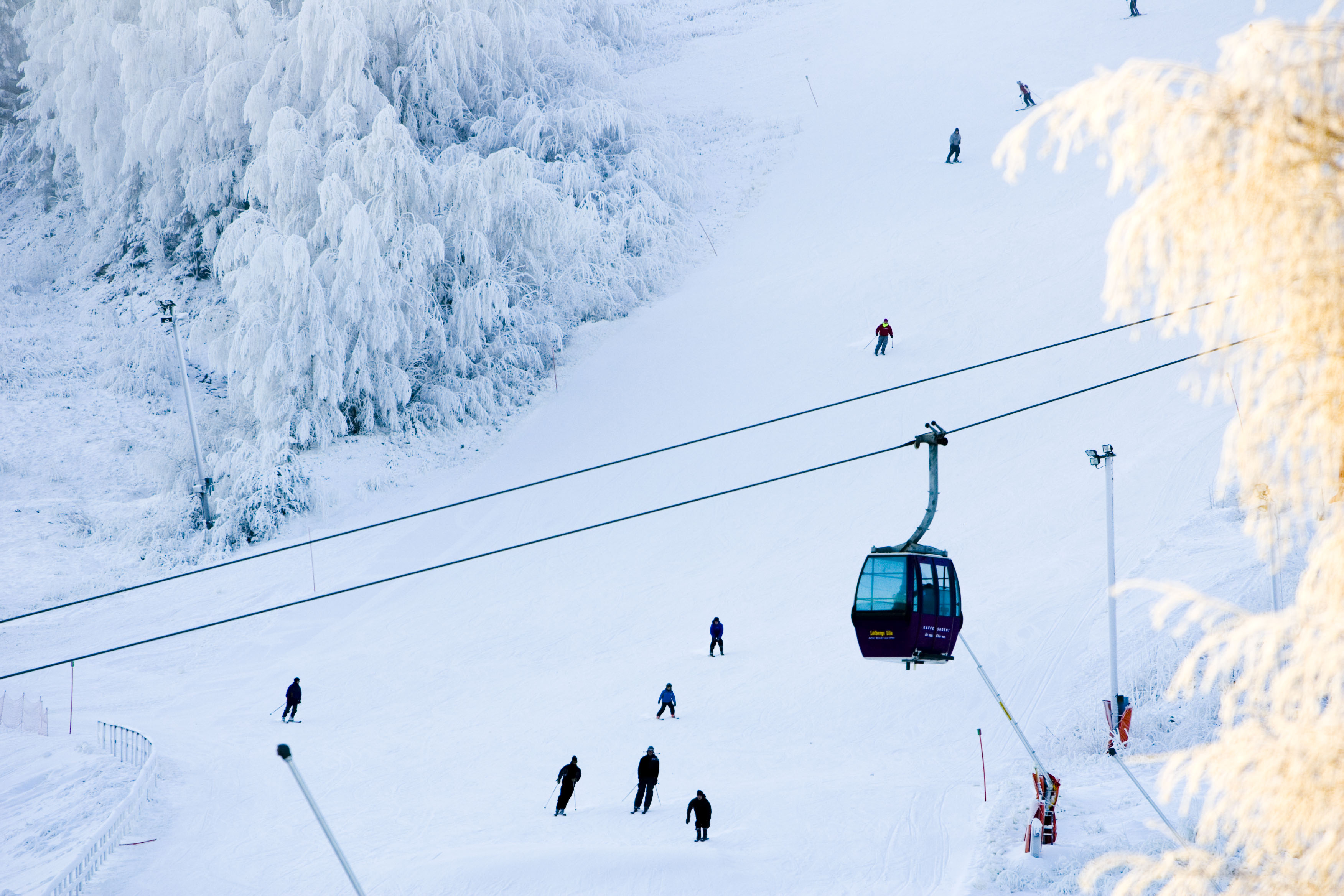
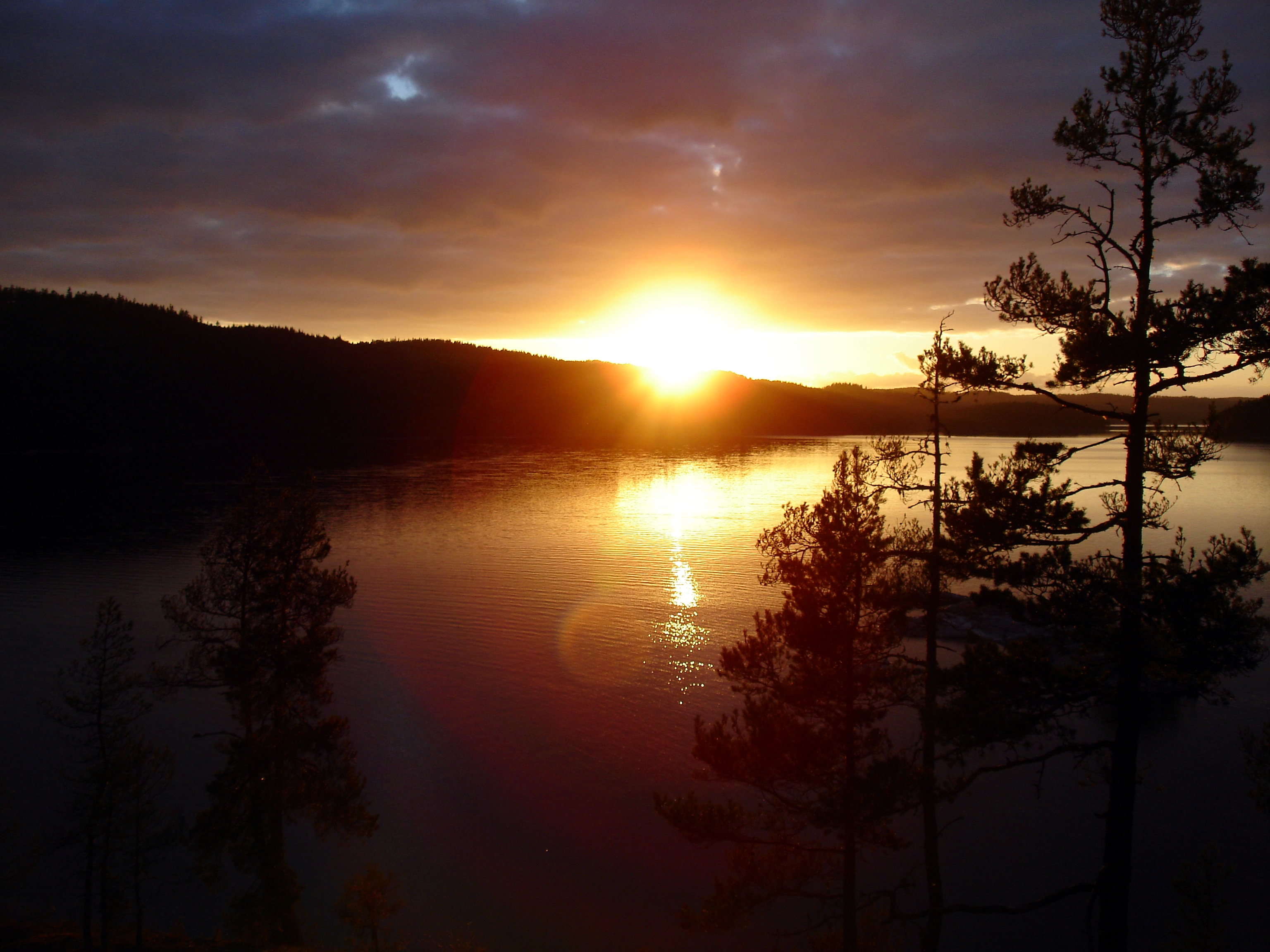

## أعلام
- غوستاف جانسون
- غوستاف إدقرين
- هيلج فيرنر
- جوسيف لارسون
- آنا اولسون